# Un pacte avec Dieu
Un pacte avec Dieu (titre original anglais : A Contract with God and Other Tenement Stories) est un roman graphique du dessinateur américain Will Eisner paru en 1978.
Le livre est un court récit mettant en scène des juifs pauvres qui vivent dans un immeuble à New York.
Deux suites dont l'action se déroule dans le même immeuble sont ensuite produites par le dessinateur, Jacob le cafard (en) en 1988, et Dropsie Avenue (en) en 1995.
Bien que le terme « roman graphique » ne trouve pas son origine avec Eisner, le livre a popularisé son utilisation.

## Synopsis
L'ouvrage se compose de quatre récits s'articulant autour d'un immeuble à New York, dans le Bronx. Les thèmes reflètent certains sujets favoris de l'artiste : « l'architecture de la ville, les ambiances sombres, la judéité » ; la pauvreté est omniprésente.

## Genèse de l'œuvre
Après avoir dessiné Le Spirit pendant des années, ce qui lui a valu une grande notoriété, Will Eisner commence à prendre ses distances envers le milieu de la bande dessinée d'aventure à partir de 1952 et exerce dans la bande dessinée éducative. Un Pacte avec Dieu est une réalisation inattendue ; dans cette narration intimiste de deux cents pages, l'artiste emploie une formule surprenante où texte et image sont entrelacés et il s'octroie la liberté de concevoir les récits à sa guise. Will Eisner, refusant l'emploi du terme comics pour décrire un travail aussi personnel et ambitieux par sa portée artistique, opte pour l'expression roman graphique.

## Analyse
D'après Jean-Pierre Dionnet, éditeur français de Will Eisner, l'ouvrage est « une fable sur un homme qui invective Dieu : « On a passé un contrat et tu ne le respectes pas ! » ». Eisner, qui ne croyait pas en Dieu, avait assisté dans son enfance au rejet de ses parents à l'entrée d'une synagogue de Brooklyn.
Selon Michel Velon de Top Comics, l'art de Will Eisner est intemporel. Il dépeint le quotidien de ses personnages comme une aventure bouleversante, aujourd’hui comme hier. Il brosse des portraits sans concessions de personnages tellement humains. Dans ces différentes tranches de vie, Will Eisner explore les mystères de sa propre enfance durant la Grande Dépression.

## Portée artistique
D'après Scott McCloud dans Réinventer la bande dessinée, à travers cet ouvrage (premier volume de la Trilogie du Bronx), Will Eisner « donne enfin ses premières lettres de noblesse et révolutionne le comic américain ».

## Réception et critiques
Les critiques de ce roman graphique sont très positives :
- sa première traduction française est sélectionnée parmi « Les 50 Meilleurs Albums de l'année » par L'Année de la bande dessinée[5]
- 4 sur 5 chez le Tourne page[6]
- 7,9 sur 10 chez SensCritique[7]
- 3,76 sur 5 chez Babelio[8]
- 3,28 sur 5 chez BDthèque[9]
- 4 sur 4 chez PlanetBD[10]
- 4 sur 5 chez Lachasseauxlivres[11]
- 3,5 sur 5 chez Critiques libres[12]

- 5 sur 5 chez BDFugue[13]
- 3,5 sur 5 chez Book Node[14]